# Roya
Roya (in alfabeto persiano: رویا è un nome proprio di persona persiano femminile.

## Origine e diffusione
Roya è un nome persiano molto diffuso in Iran, Afghanistan e Azerbaigian e significa "sogno".

## Persone
- Roya Arab, musicista e archeologa iraniana
- Roya Mahboob, imprenditrice afgana
- Roya Ramezani, designer iraniana
- Roya Sadat, regista e produttrice cinematografica afgana
- Roya Teymourian, attrice iraniana